# Mate Peroš
Mate Tomislav Peroš (Split, 5. ožujka, 1969.), pravnik, bivši predsjednik uprave nogometnog kluba Hajduk.
Mate Peroš je odvjetnik, ima vlastiti odvjetnički ured, kojeg je naslijedio od oca Ljubomira. Diplomirao je na pravnom fakultetu u Splitu 7. rujna 1993., prošao pravnički staž i na Novu Godinu 1997. postao odvjetnikom. U mladosti se kratko bavio nogometom, igrajući za Solin i Slogu iz Mravinaca. 
Od 2001. je član Hajduka, a dvije godine potom postaje pravni zastupnik kluba, od čega u jednom mandatu i član Nadzornog odbora. Dolaskom Željka Jerkova namjeravao je podnijeti ostavku, no nakon što ovaj ubrzo odlazi iz kluba, Peroš ostaje te sredinom lipnja 2008. biva izabran za njegova nasljednika. U svom je mandatu Hajduk spasio od stečaja pretvorbom kluba u dioničko društvo. Također Peroš je napravio najveći transfer u Hajdukovoj povijesti prodajom Nikole Kalinića u Englesku. Dana 7. kolovoza 2009. dao je neopozivu ostavku na mjesto predsjednika uprave kluba Hajduk. Na ovoj dužnosti ga je naslijedio Joško Svaguša.